# Bulbul crestanegre
El bulbul crestanegre (Rubigula flaviventris; syn: Pycnonotus flaviventris) és una espècie d'ocell de la família dels picnonòtids (Pycnonotidae). Es troba a Bangladesh, Bhutan, Cambodja, Xina, l'Índia, Laos, Malàisia, Myanmar, Nepal, Tailàndia i Vietnam. Els seus hàbitats principals són els boscos tropicals i subtropicals de frondoses secs, els boscos tropicals i subtropicals de frondoses humits de les terres baixes i de l'estatge montà, els manglars, els matollars secs i humits tropicals i subtropicals, les zones riberenques, les plantacions, els jardins rurals, les àrees urbanes i les àrees forestals fortament degradades. El seu estat de conservació es considera de risc mínim.